# Каррой
Спортивний клуб «Каррой» (кат. Club Esportiu Carroi) — андоррський футбольний клуб зі столиці Андорри-ла-Велья, заснований 2014 року.

## Історія
Клуб «Каррой» був заснований 2014 року як юнацька академія, але вже 2015 року заявився до другого дивізіону країни, де в першому ж сезоні 2015/16 зайняв друге місце і зіграв в плей-оф за право виходу у вищий дивізіон проти «Енкампа». Втім через використання забороненого гравця команда була дискваліфікована. У сезоні 2018/19 команда знову стала другою, але цього разу обіграла у плей-оф «Лузітанос» в серії пенальті і вперше в історії вийшла до вищого дивізіону країни.